# Melleray, Sarthe
Melleray là một xã trong tỉnh Sarthe trong vùng Pays-de-la-Loire ở tây bắc nước Pháp. Xã này có diện tích 25,7 km2, dân số năm 2006 là 490 người.